# 谷幹々

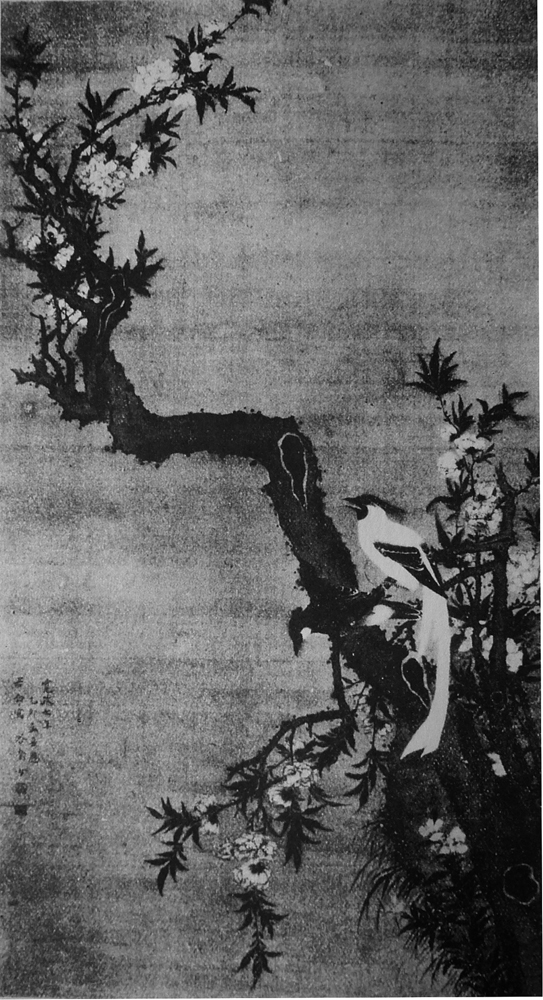
幹々筆　花鳥図

谷 幹々（たに かんかん、女性、明和7年1月17日（1770年2月21日） - 寛政11年7月23日（1799年8月23日））は、江戸時代後期の女流絵師。谷文晁の先妻。出自は林氏。名はハマ子、字を翠蘭、幹々は号。

## 略歴
父は林是邦、母は穂積氏。16歳で母方の従兄弟にあたる谷文晁と結婚。谷一家は数十人の大家族であったがよく尽くしたという。夫谷文晁より画の手ほどきを受け、南画を描くようになる。寛政4年（1792年）正月18日には文晁とともに料亭萬屋で開催された書画会に参加。花卉図・蘭竹図・山水画を得意とした。寛政7年から寛政9年12月まで、毎日観音像を描くことを日課として千枚以上になったといわれる。この観音像は市中にて大いに人気が出て争って買い求められた。享年は30。墓は浅草源空寺。
長女のお宣が谷文一と結婚し養嗣子となった。

## 作品
- 「白衣観音図」寛政7年　野沢酔石・木村蒹葭堂・中田粲堂・六如・浜田杏堂賛

## 参考資料
- 展覧会図録 『江戸文化シリーズ11回 江戸の閨秀画家』 板橋区立美術館、1991年